# Jerry Grafstein
Jerahmiel S. (Jerry) Grafstein (né le 2 janvier 1935) est un avocat et sénateur canadien.
Il est marié avec Carole Sniderman et a deux enfants, Laurence Stephen et Michael Kevin.
Diplômé de l'Université de Western Ontario et l'École de droit de l'Université de Toronto, en 1954, Grafstein et Allan Waters fondent 1050 CHUM à partir d'une station de radio à Toronto et construisent l'empire médiatique CHUM.
Grafstein, basé à Toronto, est un financier, conseiller qui a travaillé à de nombreuses campagnes électorales pour le Parti libéral du Canada et le Parti libéral de l'Ontario ainsi que pour la politique locale de Toronto. Un haut conseiller de Pierre Trudeau, il n'hésite pas à le contredire à l'occasion : Grafstein s'est opposé à l'imposition des mesures de guerre lors de la Crise d'octobre en 1970, affirmant qu'il s'agissait d'un abus des libertés individuelles, et il a également tenu tête à Trudeau lorsque celui-ci a refusé d'offrir une compensation et des excuses au Canadiens-japonais pour leur internement lors de la Seconde Guerre mondiale.
En 1972, il est l'un des fondateurs de Citytv.
Grafstein est nommé au Sénat en janvier 1984 quelques semaines avant la retraite de Trudeau. Il s'oppose à l'accord du lac Meech de Brian Mulroney ; selon lui, la question n'était pas que le Québec forme une société distincte, mais que le Canada lui-même était une société distincte au sein duquel le Québec avait des racines profondes en tant que partenaire fondateur.1
En 2003, il est un organisateur du concert Molson Canadian Rocks for Toronto en 2003 pour aider la ville à se remettre de la crise du SRAS. Lors de l'élection municipale de 2003, Grafstein contribua à la campagne sans succès de John Nunziata à la mairie de Toronto.

## Sources
1Martin Golfarb, "Conscience of the Liberals" (National Post, 4 novembre 2005)